# یوهان برومان
یوهان برومان (انگلیسی: Johan Broman; ۶ آوریل ۱۸۷۷ – ۲ ژوئن ۱۹۵۳) سیاستمدار اهل فنلاند بود.